# Replicación de la Banda Espectral
Spectral band replication (SBR) es una tecnología empleada para mejorar los códecs de audio, especialmente a baja tasa de bits.

## Cómo funciona
Este método se puede combinar con cualquier códec de compresión de audio: El códec transmite las frecuencias más bajas, mientras que el SBR reconstruirá las altas frecuencias, a partir de la información proporcionada por el rango de frecuencias ya comprimido por el códec y un pequeño flujo de datos asociado.
Cuando reconstruimos el sonido (cuando lo escuchamos), el SBR reconstruye las frecuencias altas como una especie de ruido, a través de un generador de ruido, basándose en la información proporcionada por el códec, y con información estadística, como el nivel, la distribución, o el rango.
Estas ideas se basan en el principio en que el cerebro humano tiende a considerar las altas frecuencias como un fenómeno armónico asociado a las bajas frecuencias, o simplemente ruido y por eso mismo es menos sensible al contenido exacto de las señales de audio.

## Códecs psicoacústicos que usan SBR
El SBR ha sido combinado con otros códecs, como el AAC para crear el MPEG-4 High Efficiency AAC (Advanced Audio Coding) (HE-AAC), con el MP3 para crear el Mp3PRO y con el MPEG-2 (MPEG-1 Audio Layer 2).
- Datos: Q960718